# Халејева комета
Халејева комета, службене ознаке 1P/Halley, једна је од најпознатијих комета у историји човечанства, која је сталан члан Сунчевог система. Названа је тако по астроному Едмунду Халеју који је у 18. веку проучавао записе о појављивању комете од 1456. до 1682. године и установио њену периодичност. Сама комета спада у скуп сјајних комета кратког периода и може се видети голим оком са Земље, али највише два пута у току једног људског живота, пошто се јавља на сваких 74—79 година. Просечан период обиласка износи 76 година, а мења се од 74 до 79 година. Побуђује нескривену радозналост и представник је те врсте небеских тела, иако по својствима није ништа посебно, тако да је сјајем надмашују друге комете. Проверени низ њених појава започиње 11. п. н. е., а завршава се 1986. године, укупно 27 појава. Сигурно је бивала запажена и пре (на пример 476. и 240. п. н. е.). SPK-ID је 1000036.
Креће се ретроградно (нагиб према равни еклиптике 162,262°) веома издуженом стазом (ексцентрицитет 0,967), па се Сунцу приближи на 0,586 астрономских јединица, односно удаљи на 35,082 астрономских јединица. Последњи је пут прошла је кроз перихел 9. фебруара 1986. Изблиза су је проучавале свемирске летелице Ђото, Сакигаке, Суисеј и Вега. Снимак са Ђиота показује издужено језгро величине 7,2 km × 7,2&nbsp;km × 15,3&nbsp;km. Из врло тамног тла на осунчаној површини језгра избијали су млазови испарене материје (леда и прашине) у облику гејзира. Следећи пролаз очекује се 2061.

## Историја
Први записи о Халејевој комети сежу све до 240. године п. н. е. Кад су је видели у Кини и оптужили за смрт удовичке царице. Од тада она није ни једном прошла, а да то неко негде у свету није забележио. Вавилонци су је видели 164. и 87. п. н. е. Године 12. п. н. е. Римљани су веровали да она симболизује смрт војника и државника Марка Випсанија Агрипе. Године 295. Кинези су схватили да је комета коју су видели на истоку (како се примиче Сунцу) истоветна оном који су видели касније, истог месеца, на западу (како се удаљава од Сунца). Године 451. њој је приписана римска победа над хунским вођом Атилом, а 684. је оптужена за кугу. Ова се комета Земљи највише приближила 837, када се њен реп протезао преко половине неба. Године 1066. у Енглеској се норманско освајање и смрт краља Харолда II. у боју код Хејстингса приписани њеном утицају.
Године 1222. Џингис-кан, који је ову комету сматрао својим властитим звезданим гласником, и са својим је Монголима побио милионе људи, а корејски су посматрачи неба забележили да је реп комете био црвене боје. Јохан Кеплер ју је видео 1607. године. У септембру 1682. посматрао ју је и сам Халеј. Године 1910. је предвиђени поновни долазак Халејеве комете изазвао велику панику, поготово кад су новине јавиле да су у њеном репу откривени отровни гасови. У чланку објављеном на насловној страници, Њујорк тајмс је тврдио како је француски астроном Камиј Фламарион прорекао да ако Земља прође кроз реп комете, „гас цијаноген ће прожети сву атмосферу и можда уништити сав живот на планети”. Други су научници истицали да је реп комете тако неизрециво танак да чак и да је сав саздан од отровних гасова, то се не би ни осетило. Штета је, међутим, већ била учињена. Земља је заиста прошла кроз реп комете, али последица није било.
Године 1986. је комету посетила читава међународна армада свемирских сонди. Научници су се по први пут нашли у прилици да је проучавају из близине.

## Својства
Као и друге комете, и Халејева потиче из сферног роја милијарди комета које окружују Сунчев систем. Ортов облак, који је тако назван према холандском астроному Јану Орту, налази на раздаљини од око једне светлосне године од Сунца, те се вероватно састоји од сразмерно густог унутрашњег и ређег спољашњег облака. Повремено покоји облак међузвезданог гаса у пролазу из Ортовог облака избаци комету и тако она почиње свој полагани дуги пад према Сунцу. Комете Сунцу прилазе са свих страна. Неке од њих и елиптичним стазама тако дугим да им за један обилазак требају милиони година. Друге се, попут Халејеве комете, крећу по релативно кратким путањама.
Халејева комета се креће ретроградно, то јест у смеру казаљке на сату, док се планете крећу супротно. Њено језгро се окреће — то је заправо прљава грудва снега дуга око 15 km и широка око 10. Површина јој је ишарана брдима и долинама, а кора јој је тако тамна да је то једно од најцрњих тела у Сунчевом систему, јер одбија само око 4% пристиглог светла. Кад се комета приближи Сунцу, џепови леда у језгру претварају се у гас, па излећу заједно са облацима прашине. Ти се гасови и прашина држе за језгро као магла те стварају кому (косу) комете која се шири и преко 100 000 km у свемир. Ова кома изгледа густо као дим, али је тако раширена да је пуних 300 милијарди пута ређа од ваздуха. Још је ређа ауреола водоника која окружује главу и протеже се милионима километара.
Када комета обавља свој небески обилазак, она плови против Сунчевог ветра, а гас и прашину мете у дуги реп протегнут иза комете. Без обзира да ли комета долази или одлази, реп јој је увек усмерен од Сунца. Реп је обично подељен у равне праменове бледомодрог гаса и закривљене праменове прашине, обојене у нијансу жутог, а сви они с временом мењају облик. У марту 1986. део репа Халејеве комета се одломио и распао. У фебруару 1991. астрономи су са изненађењем открили да се Халејева комета, негде између путања Сатурна и Урана, необјашњиво посветлила. Можда је томе узрок закаснела ерупција гаса или непредвиђени ударац међупланетарног пирата, иако је ово последње мање вероватно зато што се то догодило у делу Сунчевог система с малим бројем небеских тела.
Следеће појављивање Халејеве комете у унутрашњем Сунчевом систему предвиђа се 2061.

## Датуми проласка
Халејева комета је најближа сунцу следећих датума. Обично се може видети голим оком.
| - 240. п. н. е. - 164. п. н. е. - август 87. п. н. е. - октобар 12. п. н. е. - јануар 66. - март 141. - мај 218. - април 295. | - фебруар 374. - јун 451. - септембар 530. - март 607. - октобар 684. - мај 760. - фебруар 837. - јул 912. | - септембар 989. - март 1066. - Април 1145. - септембар 1222. - октобар 1301. - новембар 1378. - јуни 1456. - август 1531. | - 27. октобар 1607. - 15. септембар 1682. - 13. март 1759. - 16. новембар 1835. - 20. април 1910. - 9. фебруар 1986. - 28. јул 2061. - 27. март 2134. |

## Метеорски ројеви
Халејева комета је матично тело два метеорска роја: η-Акварида и Орионида.

## Прорачун орбите
Халејева је била прва комета која је препозната као периодична. Све до ренесансе, филозофски консензус о природи комета, који је промовисао Аристотел, био је да су оне поремећаји у Земљиној атмосфери. Ову идеју је 1577. године оповргнуо Тихо Брахе, који је користио мерења паралаксе да покаже да комете морају лежати иза Месеца. Многи још увек нису били убеђени да комете круже око Сунца, и претпостављали су да морају да прате праве путање кроз Сунчев систем. Године 1687, сер Исак Њутн је објавио своју књигу Математички принципи природне филозофије, у којој је изложио своје законе гравитације и кретања. Његов рад на кометама био је дефинитивно непотпун. Иако је сумњао да су две комете које су се појавиле узастопно 1680. и 1681. биле исте комете пре и после проласка иза Сунца (касније се показало да је то било тачно; видети Њутнову комету), у почетку није могао да у потпуности представи комете у свом моделу.
Ултиматно, Њутнов пријатељ, уредник и издавач, Едмонд Халеј, је у свом Синопсису астрономије комета из 1705. године користио Њутнове нове законе за израчунавање гравитационих ефеката Јупитера и Сатурна на орбите комета. Након што је саставио листу од 24 посматрања комета, он је израчунао да су орбитални елементи друге комете која се појавила 1682. били скоро исти као они две комете које су се појавиле 1531. (које је уочио Петрус Апијанус) и 1607. (из посматрања Јоханес Кеплера). Халеј је тако закључио да су све три комете, у ствари, исти објекат који се враћа отприлике сваких 76 година, период за који је од тада утврђено да варира између 72 и 80 година. Након грубе процене пертурбација које ће комета издржати због гравитационог привлачења планета, он је предвидео њен повратак за 1758. годину. Док је лично посматрао комету око перихела у септембру 1682. Халеј је умро 1742. пре него што је могао да посматра њен предвиђени повратак.
Халејево предвиђање повратка комете показало се тачним, иако ју је Јохан Георг Палич, немачки фармер и астроном аматер, видео тек 25. децембра 1758. године. Прошла је кроз свој перихел тек 13. марта 1759. године, јер је привлачење Јупитера и Сатурна изазвало кашњење од 618 дана. Овај ефекат је израчунат пре њеног повратка (са једномесечном грешком до 13. априла) од стране тима од три француска математичара, Алексис Клер, Жором Лаланд и Nicole-Reine LepauteНикол-Рејн Лепот. Потврда повратка комете била је први пут да је показано нешто друго осим планета да кружи око Сунца. То је такође био један од најранијих успешних тестова Њутновске физике и јасна демонстрација њене моће објашњавања. Комету је први пут именовао у Халејеву част француски астроном Никола Луј де Лакај 1759. године.
Неки научници су предложили да су месопотамски астрономи из првог века већ препознали Халејеву комету као периодичну. Ова теорија напомиње пасус из Вавилонског Талмуда, трактат Хорајот који се односи на „звезду која се појављује једном у седамдесет година и чини да капетани бродова погреше“. Други сумњају у ову идеју на основу историјских разматрања о тачном времену овог наводног посматрања, и сугеришу да се односи на друге астрономске феномене.
Истраживачи из 1981. који су покушавали да израчунају прошле Халејеве орбите нумеричком интеграцијом почевши од тачних посматрања у седамнаестом и осамнаестом веку нису могли да дају тачне резултате даље од 837. године због блиског приближавања Земљи те године. Било је неопходно користити древна кинеска посматрања комета да би се ограничили њихови прорачуни.

## Орбита и порекло
Орбитални период Халејеве комете је варирао између 74 и 80 година од 240. п. н. е. Њена орбита око Сунца је високо елиптична, са ексцентрицитетом орбите од 0,967 (при чему је 0 круг, а 1 параболична путања). Перихел, тачка у орбити комете када је најближа Сунцу, је 0,59 au (88 million km). Ово је између орбита Меркура и Венере. Њен афел, или најудаљенија удаљеност од Сунца, је 35 au (5,2 billion km), што је отприлике орбитална удаљеност Плутона. За разлику од огромне већине објеката у Сунчевом систему, Халејева орбита је ретроградна; кружи око Сунца у супротном смеру од планета, или у смеру казаљке на сату изнад северног пола Сунца. Орбита је нагнута за 18° у односу на еклиптику, при чему већи део лежи јужно од еклиптике. Ово се обично представља као 162°, да би се објаснила Халејева ретроградна орбита. Та ретроградна орбита даје Халејевој комети једну од највећих брзина у односу на Земљу од било ког објекта у Сунчевом систему. Пролаз из 1910. године био је релативном брзином од 70,56 km/s (157.800 mph). Пошто се њена орбита приближава Земљиној на два места, Халејева комета је повезана са две кише метеора: Ета аквариди почетком маја и Ориониди крајем октобра.
Халејева комета је класификована као периодична или краткопериодична комета: она чија орбита траје 200 година или мање. Ово је у супротности са кометама дугог периода, чије орбите трају хиљадама година. Периодичне комете имају просечан нагиб ка еклиптици од само десет степени, а орбитални период од само 6,5 година, тако да је Халејева орбита нетипична. Већина краткопериодичних комета (оне са орбиталним периодима краћим од 20 година и нагибима од 30 степени или мање) називају се комете из Јупитерове породице. Оне које личе на Халејеву комету, са орбиталним периодима између 20 и 200 година и инклинацијама које се протежу од нуле до више од 90 степени, називају се кометама Халејевог типа. Према подацима из 2024. године, уочено је 105 комета Халејевог типа, у поређењу са 816 идентификованих комета Јупитерове породице.
Орбите комета Халејевог типа сугеришу да су првобитно биле дугопериодичне комете чије су орбите биле поремећене гравитацијом џиновских планета и усмерене у унутрашњи Сунчев систем. Ако је Халејева комета некада била дугопериодична комета, вероватно је настала у Ортовом облаку, сфери кометних тела на око 20000–50000 au од Сунца. Супротно томе, верује се да комете из Јупитерове породице потичу из Кајперовог појаса, равног диска ледених крхотина између 30 ау (Нептунова орбита) и 50 ау од Сунца (у расутом диску). Још једна тачка порекла за комета Халејевог типа је предложена 2008. године, када је откривен транснептунски објекат са ретроградном орбитом сличном Халејевој, 2008 KV42, чија орбита га води од непосредно изван Уранове до двоструко веће удаљености од Плутона. Можда је то члан нове популације малих тела Сунчевог система која служе као извор комета Халејевог типа.
Халејева комета је вероватно била у својој садашњој орбити 16.000–200.000 година, иако није могуће нумерички интегрисати њену орбиту за више од неколико десетина указивања, а блиски приступи пре 837. године нове ере могу се проверити само из забележених опсервација. Негравитациони ефекти могу бити пресудни; како се Халејева комета приближава Сунцу, она избацује млазове сублимирајућег гаса са своје површине, који је врло мало одбацују са орбиталне путање. Ове орбиталне промене узрокују кашњење у проласку перихела у просеку од четири дана.
Борис Чириков и Витолд Вечеславов су 1989. године извршили анализу 46 појављивања Халејеве комете узетих из историјских записа и компјутерских симулација, што је показало да је њена динамика била хаотична и непредвидива у дугим временским опсезима. Халејев пројектовани динамички животни век се процењује на око 10 милиона година. Динамика орбите комете може се приближно описати дводимензионалном симплектичком мапом, познатом као Кеплерова мапа, решењем ограниченог проблема са три тела за високо ексцентричне орбите. На основу записа са указања из 1910. године, Дејвид Хјуз је 1985. израчунао да је Халејево језгро смањено у маси за 80 до 90% у последњих 2.000 до 3.000 обртаја, и да ће највероватније потпуно нестати након још 2.300 перихелијских пролаза. Новији радови сугеришу да ће Халејева комета испарити, или се поделити на два дела, у наредних неколико десетина хиљада година, или ће бити избачена из Сунчевог система у року од неколико стотина хиљада година.

## Структура и састав
Мисије Ђото и Вега дале су планетарним научницима први поглед на Халејеву површину и структуру. Језгро је конгломерат леда и прашине, који се често назива „прљава снежна груда“. Као и све комете, како се Халејева приближава Сунцу, њена испарљива једињења (она са ниским тачкама кључања, као што су вода, угљен-моноксид, угљен-диоксид и други лед) почињу да сублимирају са површине. Ово узрокује да комета развије кому, или атмосферу, на удаљеностима до 230.000 km (140.000 mi) од језгра. Сублимација овог прљавог леда ослобађа честице прашине, које заједно са гасом путују даље од језгра. Молекули гаса у коми апсорбују сунчеву светлост и затим је поново зраче на различитим таласним дужинама, што је феномен познат као флуоресценција, док честице прашине расипају сунчеву светлост. Оба процеса су одговорна за то да кома постане видљива. Пошто је део молекула гаса у коми јонизован сунчевим ултраљубичастим зрачењем, притисак соларног ветра, ток наелектрисаних честица које емитује Сунце, извлачи јоне коме у дуг реп, који се може проширити више од 100 милиона километара у свемир. Промене у току сунчевог ветра могу изазвати прекидне догађаје, у којима се реп потпуно одваја од језгра.
Упркос огромној величини коме, Халејево језгро је релативно мало: једва 15 km (9,3 mi) дугачко, 8 km (5,0 mi) широко и можда 8 km (5,0 mi) дебело. На основу ретроанализе слика снимљених свемирским бродовима Ђото и Вега, Лами et al. су одредили ефективни пречник од 11 km (6,8 mi). Његов облик се различито пореди са обликом кикирикија, кромпира или авокада. Његова маса је отприлике 2,2 × 1014 kg, са просечном густином од око 0,55 g/cm3 (0,32 oz/cu in). Мала густина указује на то да је направљено од великог броја малих комада, који се држе заједно веома лабаво, формирајући структуру познату као гомила шута. Запажања осветљености коме са земље сугеришу да је Халејев период ротације био око 7,4 дана. Слике које су направиле различите свемирске летелице, заједно са посматрањем млазница, сугеришу период од 52 сата. С обзиром на неправилан облик језгра, ротација Халејеве комете је вероватно сложена. Слике прелета откриле су изузетно разнолику топографију, са брдима, планинама, гребенима, депресијама и најмање једним кратером.
Халејева дневна страна (страна окренута према Сунцу) је далеко активнија од ноћне. Посматрања свемирских летелица су показала да су гасови избачени из језгра 80% водене паре, 17% угљен моноксида и 3–4% угљен-диоксида,  са траговима угљоводоника иако новији извори дају вредност од 10% за угљеник моноксида и такође садрже трагове метана и амонијака. Утврђено је да су честице прашине првенствено мешавина једињења угљеник–водоник–кисеоник–азот (CHON) уобичајена у спољашњем Сунчевом систему и силиката, какви се налазе у стенама на земљи. Величина честица прашине била је све до граница детекције (≈0,001 μm). У почетку се сматрало да је однос деутеријума и водоника у води коју је Халејева комета испустила сличан оном који се налази у води Земљиног океана, што сугерише да су комете Халејевог типа можда испоручивале воду на Земљу у далекој прошлости. Каснија посматрања су показала да је Халејев однос деутеријума далеко већи од оног који се налази у Земљиним океанима, што такве комете чини мало вероватним изворима Земљине воде.
Ђото је пружио прве доказе у прилог хипотези Фреда Випла о „прљавој грудви снега“ за конструкцију комета; Випл је претпоставио да су комете ледени објекти које загрева Сунце док се приближавају унутрашњем Сунчевом систему, узрокујући да лед на њиховим површинама сублимира (промени се директно из чврстог у гас), а млазови испарљивог материјала избијају напоље, стварајући кому. Ђото је показао да је овај модел углавном тачан, иако са модификацијама. Халејев албедо, на пример, износи око 4%, што значи да рефлектује само 4% упадне сунчеве светлости – отприлике оно што би се очекивало од угља. Дакле, упркос томе што су астрономи предвиђали да ће Халејев албедо бити око 0,17 (отприлике еквивалент голом тлу), Халејева комета је у ствари мркло црна. „Прљави лед“ на површини се сублимира на температурама између 170 K (−103 °C) у деловима са вишим албедом до 220 K (−53 °C) при ниском албеду; Вега 1 је открила да је Халејева површинска температура у опсегу 300–400 K (27–127 °C). Ово је сугерисало да је само 10% површине Халејеве комете било активно и да су велики делови били обложени слојем тамне прашине која је задржавала топлоту. Заједно, ова запажања сугеришу да је Халејева комета заправо претежно састављена од неиспарљивих материјала, те је стога више личила на „оснежену куглу прњавштине“ него на „прљаву снежну куглу“.